# Naomi Watts
Naomi Ellen Watts (født 28. september 1968) er en britisk skuespiller kendt bl.a. for sine hovedroller i Peter Jacksons version af King Kong og David Cronenbergs Eastern Promises. For sin rolle i 21 Grams fra 2001 blev hun nomineret til en Oscar for bedste kvindelige hovedrolle.
Privat dannede hun par fra 2005-2016 med den amerikanske skuespiller Liev Schreiber med hvem hun har to børn.

## Filmografi i udvalg
- Babe - den kække gris kommer til byen (1998)
- Mulholland Drive (2001)
- 21 Grams (2001)
- The Ring (2002)
- The Assassination of Richard Nixon (2004)
- King Kong (2005)
- The Ring 2 (2005)
- Eastern Promises (2007)
- Funny Games (2007)
- The International (2009)
- Fair Game (2010)
- The Impossible (2012)
- Perfect Mothers (også kendt som Adoration) (2013)
- Birdman (2014)
- Gypsy - Netflix (2017)